# Adrian Stańczak
Adrian Stańczak (ur. 17 lutego 1987 roku w Radomiu) – polski siatkarz, grający na pozycji libero. Od sezonu 2019/2020 jest zawodnikiem Ślepska Suwałki.
Karierę sportową rozpoczął w Czarnych Radom. W sezonie 2007/2008 w barwach Płomienia Sosnowiec zadebiutował w Polskiej Lidze Siatkówki.

## Życie prywatne
Urodził się 17 lutego 1987 roku w Radomiu. Ukończył radomskie publiczne gimnazjum nr 7. Maturę zdał w V Liceum Ogólnokształcącym im. Romualda Traugutta.

## Kariera w piłce siatkowej

### Kariera klubowa
Piłkę siatkową zaczął trenować w Czarnych Radom. W 2003 roku z drużyną kadetów awansował do półfinału mistrzostw Polski. W tym samym roku przeszedł do Metra Warszawa. Rok później z warszawskim zespołem wywalczył srebrny medal mistrzostw Polski kadetów w Pile.
W czerwcu 2005 roku podpisał trzyletni kontrakt z Polską Energią Sosnowiec. W pierwszym sezonie, w którym sosnowiczanie uczestniczyli w Polskie Lidze Siatkówki i spadli z tej klasy ligowej, nie kwalifikował się do pierwszego składu. W następnej edycji rozgrywek był podstawowym zawodnikiem swojego zespołu, który przyjął nazwę "Płomień" Sosnowiec. W finałowej rywalizacji o awans do najwyższej ligi wraz z sosnowiecką drużyną pokonał Jokera Piła. W Polskiej Lidze Siatkówki zadebiutował w 1. serii spotkań sezonu 2007/2008, w przegranym w trzech setach meczu z ówczesnym obrońcą tytułu mistrza Polski, Skrą Bełchatów. Pierwsze zwycięstwo z Płomieniem odniósł w 4. kolejce – wygrana z Jadarem Radom 3:1. Do końca rundy zasadniczej wystąpił w 27 spotkaniach. W klasyfikacji końcowej tej fazy Płomień zajął 8. miejsce z dorobkiem 15 punktów. W rozgrywkach play-off zespół przegrał rywalizację ze Skrą Bełchatów i Resovią Rzeszów. W walce o 7. pozycję pokonał radomski Jadar stosunkiem wygranych meczów 2-0. W Pucharze Polski zawodnik ze swoim zespołem zakończył zmagania na ćwierćfinale.
W sezonie 2008/2009 Adrian Stańczak był zawodnikiem Jadaru Radom. Z sosnowieckiego zespołu przeszedł razem z Grzegorzem Kosokiem i trenerem Mirosławem Zawieraczem.

### Kariera reprezentacyjna
W reprezentacji Polski zadebiutował w drużynie kadetów. W 2005 roku z zespołem wywalczył złoty medal mistrzostw Europy kadetów. Na czas tego turnieju zajął miejsce dotychczasowego wówczas libero kadry, Bartosza Sufy. Otrzymał nagrodę dla najlepszego libero mistrzostw.
Obecnie jest zawodnikiem drugiej reprezentacji kraju.

## Sukcesy klubowe
Mistrzostwo I ligi:
- 2007, 2014
- 2011

Puchar Challenge:
- 2012

## Sukcesy reprezentacyjne
Mistrzostwa Europy Kadetów:
- 2005

## Nagrody indywidualne
- 2005: Najlepszy libero Mistrzostw Europy Kadetów